# ون
الوَنّ أو الوَنْج (كلتاهما معربتان من الفارسية "وَنَه") أو الطُّرْبَة هي آلة موسيقية وترية إنباضية [الإنجليزية] تنتمي لعائلة العوديات، ذات رقبة ممتدة تحتوي على صندوق مَلَاوٍ ‏ ثانٍ. مثل العود، تحتوي الون على صندوق صوت مقوس الظهر مع وجه مسطح، وعادةً ما يكون به شمسية واحدة أو ثلاث شَمَاسٍ مزخرفة. كما هو الحال مع العود، بينما يُنبِض العازف الأوتار أو يداعبها باليد اليمنى يضغط على الدستان باليد اليسرى.
يختلف الون عن العود العادي في دَوْزَنته الراجعة [الإنجليزية] حيث يُدوزَن الوترين الأولين على جواب أقل. استُخدم الون خلال عصر الموسيقى الباروكية (1600-1750) لعزف أجزاء مصاحبة للجهير المستمر [الإنجليزية] (جزءًا من مجموعة الجهير المستمر، والتي غالبًا ما تضمنت البِيَان القيثارية والأرغن الأنابيبي والآلات الجهيرة)، وأيضًا للعزف المنفرد. إنه يمتلك مجالًا مشابهًا لمجال الكمان الجهير.